# Pierre Abélard
Peter Abélard (1079 - 21 tháng 4 năm 1142) là một nhà triết học thời trung cổ, nhà thần học người Pháp. Câu chuyện tình của ông đối với Héloïse đã trở thành huyền thoại. Từ điển tiểu sử Chambers tiểu sử mô tả ông là "nhà tư tưởng sắc sảo và nhà thần học táo bạo nhất của thế kỷ 12".
Abelard, ban đầu được gọi là "Pierre le Pallet", sinh ra trong các ngôi làng nhỏ Lê Pallet, khoảng 10 dặm về phía đông của Nantes, Brittany, con trai cả của một gia đình quý tộc nhỏ Breton. Khi còn là cậu bé, cậu đã học rất nhanh. Được khuyến khích bởi cha mình, cậu học nghệ thuật tự do và rất xuất sắc trong lĩnh vực nghệ thuật của phép biện chứng (một nhánh của triết học), trong đó, tại thời điểm đó, bao gồm chủ yếu của logic của Aristotle truyền thông qua các kênh Latin. Thay vì theo học quân sự, như người cha của ông đã làm, Abelard trở thành một học giả. Trong quá trình theo đuổi đầu học tập của mình, Abelard lang thang khắp nước Pháp, tranh luận và học tập.
Abélard đã bị kiệt sức vì những cuộc tranh đấu và ông đã trút hơi thở cuối cùng vào năm 1142.

## Cuộc đời
Pierre Abélard sinh vào năm 1079 trong một ngôi làng nhỏ ở Pallet, ông là con trai cả của một gia đình quý tộc xứ Bretagne. Khi lớn lên, Abélard học phép biện chứng của hai người, một là Roscelin xứ Compiègne và một là William xứ Champeaux. Tuy nhiên, sau đó, Abélard đã tỏ ra không hài lòng với những người thầy của mình, đặc biệt là William, nên mới mở một trường riêng ở Melun khi 22 tuổi và Corbeil. Tiếp theo, ông đến với Paris để theo học môn thần học của Anselm xứ Laon. Và cũng tại thành phố này, ông trở thành người giảng dạy vào năm 1113. Ông tỏ ra mình là một giáo sư xuất sắc và danh tiếng. Thế rồi, tình yêu đã nảy nở trong người đàn ông. Ông say đắm người con gái tên là Héloïse xinh đẹp và có học thức. Thật hạnh phúc vì Héloïse đáp lại tình cảm đó của Abélard. Hai người đến với nhau một cách lặng lẽ, có một đứa con và còn tổ chức đám cưới một cách bí mật. Giáo chủ Fulbert, cha của Héloïse, đã cố gắng chia tách cặp uyên ương này ra bằng cách rất dã man. Đang đêm, những người anh của cô gái đã vào thiến Abélard. Chuyện tình đã tan vỡ. Hai người xa nhau, cô gái vào tu viện Argenteuil và trở thành tu viện trưởng, còn chàng trai vào tu viện Saint Denis. Dù xa cách như vậy, hai người vẫn viết thư từ. Tình cảm nồng nàn của họ đã khiến những lá thư của họ không đơn thuần là thư mà còn là một phần của văn học thế giới.
Khi vào tu viện Saint Denis, Abélard chôn vùi mình với những đau khổ riêng tư. Nhưng rồi, không có chút bình yên nào đến với người đàn ông đau khổ vì tình này, nên ông đành phải trở lại với việc nghiên cứu. Chấp nhận những lời nài nỉ, ông mở lại trường học ở tu viện Maisonceile vào năm 1120. Những bài giảng của ông thu hút một lượng người không nhỏ. Ảnh hưởng của ông phần nào đã được gây dựng lại. Tuy nhiên, kẻ thù của ông vẫn còn khá nhiều. Và mối thù đó đã ám hại ông. Vì nhận ra những lời lý giải mang tính chất duy lý về thuyết Thiên Chúa Tam vị của ông, họ đã khiến ông bị kết tội là kẻ dị giáo. Với tội danh này, Abélard đã phải đốt tác phẩm của mình và bị quản thúc tại tu viện Saint Medard ở Soissons. Vân rủi lại tiếp tục theo đuổi ông, ông bị lưu đày sang tận Anh làm tu viện trưởng của Saint Gildas và gặp phải những ông thầy tu man rợ. Khoảng thời gian này trở thành những trang đan tối nhất trong cuộc đời của ông. Khoảng thời gian ấy là 4 năm. 4 năm để ông được trở về nước Pháp, trở lại thủ đô Paris. Khi trở về, ông lại tiếp tục công việc giảng dạy ở Saint Genevière. Thế nhưng, những kẻ thù của ông vẫn không buông tha cho ông. Họ tập hợp lại để xuyên tạc cái duy lý của ông là một sự đối nghịch với đức tin đương thời. Lần nà, ông bị xiềng xích tại Cộng đồng Sen vào năm 1140 khi đã hơn 60 tuổi. Mệt mỏi vì những chuyện như vậy, Abélard đã không thể trụ được nữa và ông qua đời vào năm 1142, kết thúc cuộc đời nhiều bi kịch của mình.

## Những nghiên cứu

### Tri thức luận
Tranh luận về phổ biến niệm, Abélard đã thể hiện một lập trường dung hòa và tế nhị. Carl Jung đã nhận định về lập trường này của Abélard: 
| “           | Tuy tâm hồn bị giằng xé bởi nhiều sức mạnh đối nghịch, nhưng triết lý của ông là triết lý dung hòa nhất. | ” |
| — Carl Jung | |   |

Abélard đủ suy nghĩ để chấp nhận những ý tưởng mang tính duy danh của Roscelin xứ Compiègne, đồng thời ông cũng đủ thực nghiệm để chấp nhận cái duy thực cực đoan của William xứ Champeaux. Tuy nhiên, theo Abélard, ý niệm phổ biến chỉ có những cá vật thực sự, còn nếu ý niệm nào đó nằm ở bên ngoài thì đó chỉ là một khái niệm mà thôi. Vậy nhưng, không phải cá vật thực sự nào cũng có thể chứa được ý niệm phổ biến. Ý niêm phổ biến chỉ hiện hữu như một cá tính chứ không phải là yếu tính trọn vẹn cho tất cả.
Nếu theo suy nghĩ trên, ta có thể thấy Abélard vừa cố gắng chống lại sự duy danh, vừa duy trì nó theo một góc độ nào đó.
Kết luận lại, có thể tóm tắt sự dung hòa giữa chủ nghĩa duy danh và chủ nghĩa duy thực của Abélard như sau: ý niệm phổ biến không có trước hay sau, không có giá trị hơn hay kém nếu so với thực tại, nó ở ngay trong thực tại. Và cái thực tại này được chỉ thị như ý nghĩa do từ ngữ logic gán cho.

### Thần họctự nhiên
Abélard không hề sợ Giáo hội có thể kết án mình, bởi ông tuy tôn kính Giáo hội nhưng cũng rất độc lập và táo bạo.
Theo suy nghĩ của Abélard, đức tin là một khởi điểm, một khởi điểm mà vừa không đạt được bằng lý trí, vừa không thể ẩn chứa sự mù quáng. Nói như vậy là có nghĩa là đức tin phải am tường những gì mà nó không thể nào hiểu được. Rõ ràng là Abélard đã chấp nhận quan điểm của chủ nghĩa duy lý hơn của chủ nghĩa duy chí để nói về đức tin.
Ngoài ra, Abélard còn cho thấy ông yêu mến các vị triết học ngoại giao thời Hy Lạp cổ đại như thế nào. Ông ca tụng những con người này sống theo quy luật tự nhiên nhưng đã chỉ cho chúng ta thấy thế nào là Thiên Chúa, tam vị, Nhập thể. Ông còn làm một phép so sánh rằng thượng cổ ngoại giao và Phúc âm gần gũi nhau hơn Tân ước và Cựu ước. Chưa hết, ông còn nói rằng vũ trụ được sáng tạo bởi bàn tay của Thượng đế và mô hình của Plato.

### Đạo đức
Từ Phúc âm và được cộng hưởng bởi tư tưởng của Augustine xứ Hippo, Abélard cho rằng đạo đức không bó buộc và ngoại tại mà nằm trong chủ hướng và con tim. Hiẻu theo một cách khác, khuynh hướng ác không phải là tội lỗi mà là điều kiện của nhân đức; hành động không có bản chất tội lỗi mà ý nghĩ để nảy sinh hành động đó mới thể hiện cái đó. Nói thêm nữa là, chủ hướng ác thì cũng đáng tội và bị trừng phạt như hành động ác vậy.

## Ảnh hưởng
- Lập trường dung hòa giữa duy danh và và duy thực của Abélard là một yếu tố quan trọng để sinh ra cái gọi là duy khái niệm của Immanuel Kant.
- Chủ nghĩa kinh viện chịu ảnh hưởng của Abélard. Với ông, kinh viện đã có "một lối suy tư mạnh mẽ, những phương cách tư biện sử dụng những mâu thuẫn biện chứng để làm phương tiện tiếp cận các vấn đề triết lý. Nhờ việc đối chiếu các hạn từ mâu thuẫn với nhau, ông đã có thể đẩy những câu hỏi đến kỳ cùng. Vì vậy ông đã được coi là người sáng lập phương pháp kinh viện học. Sau này, với Saint Thomas, phương pháp ấy đã tiến triển đến dộ cao nhất của nó. Đồng thời, tuy được tư tưởng Kitô giáo cưu mang, nhưng Abelard đã mở màn cho một nguy cơ trầm trọng đe dọa những gì tinh túy nhất trong Kitô giáo mà xưa nay chưa ai chý ý tới."

## Các tác phẩm
- Lettres
- Tán thành và phản đối
- Phép biện chứng
- Hãy tự biết mình
- Dẫn nhập vào Thần học